# Hendrick Christiaensen

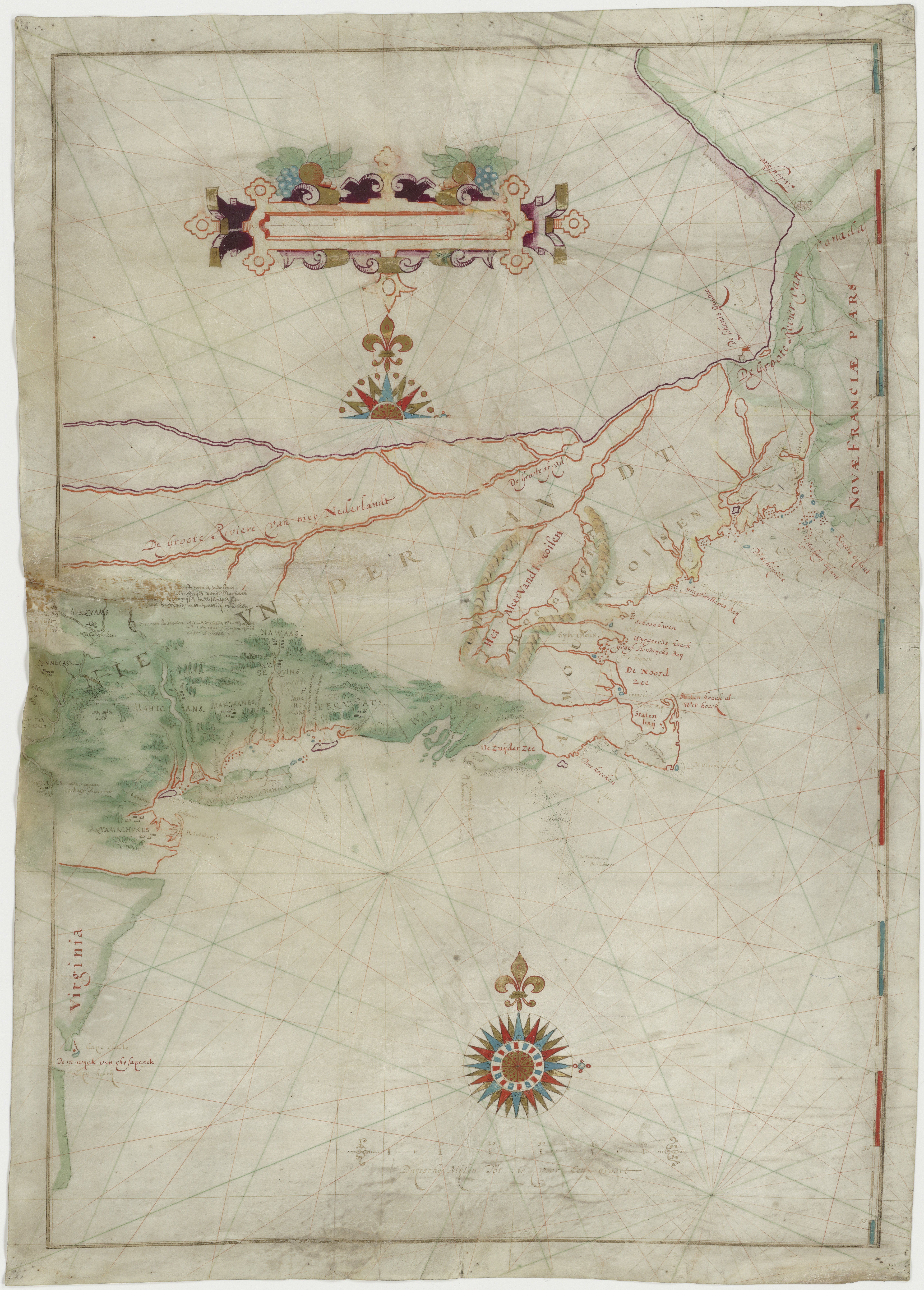
De kaart van Adriaen Block van 1614 met Long Island (het Lange Eiland) getekend als een eiland. Dit was de eerste kaart waar de naam "Nieuw-Nederland" op voorkomt.

Hendrick Christiaensen was een Nederlandse kapitein en ontdekkingsreiziger uit de vroege 17e eeuw. Hij bezocht Manhattan - waar later Nieuw-Amsterdam zou ontstaan - driemaal, onder meer voor de door Lambert van Tweenhuysen opgerichte Compagnie van Tweenhuysen: in 1610/1611, in 1613/1614, en in 1618/1619.
Christiaensen en Adriaen Block voeren in 1613/1614 mogelijk samen vanuit Amsterdam naar de Nieuwe Wereld, waarna Block in 1614 de eerste kaart tekende die Manhattan en het Lange Eiland als aparte eilanden onderscheidde.
In 1611 nam hij twee jonge indianen, zoons van een opperhoofd, mee terug naar Nederland, waar deze veel opzien baarden. Ze werden Orson en Valentijn Christiaensen genoemd. Volgens de overlevering werd Christiaensen eind 1616 of begin 1617 doodgeschoten door Orson bij Fort Nassau, maar dit is in strijd met de scheepsregisters (zie bovenstaande noten) die nog een reis met Christaensen als kapitein van Amsterdam naar de Hudson in 1618/1619 vermelden.
- Biografisch Portaal: 63498338
- Digitale Bibliotheek voor de Nederlandse Letteren: chri015